# Gebänderter Frauenschuh
Der Gebänderte Frauenschuh (Cypripedium fasciolatum) ist eine Pflanzenart aus der Gattung Cypripedium in der Familie der Orchideen (Orchidaceae).

## Merkmale
Der Gebänderte Frauenschuh ist eine ausdauernde Pflanze mit einem kurzen, dicken Rhizom, die Wuchshöhen von 30 bis 45 Zentimeter erreicht. Die drei bis vier, selten bis sechs Blätter messen 8 bis 20 × 4,5 bis 12 Zentimeter. Sie sind oval geformt, am Ende zugespitzt, die Blattspreite ist beidseits kahl, der Rand bewimpert. Die Blüte erscheint einzeln, selten zwei pro Pflanze. Der Stängel ist im oberen Bereich behaart, Blütenstiel und Fruchtknoten sind dicht mit rotbraunen Drüsenhaaren besetzt. Die duftenden Blüten erreichen einen Durchmesser bis 12 Zentimeter. Das obere äußere Perigonblatt und die seitlichen inneren Perigonblätter haben deutliche braune oder dunkelpurpurne Nerven auf hellgelbem Grund, letztere sind nicht gedreht. Die Lippe ist hellgelb mit kastanienbraunen Flecken und 4 bis 7,3 Zentimeter lang.
Blütezeit ist von April bis Juni.

## Vorkommen
Der Gebänderte Frauenschuh kommt in China in Sichuan und Hubei in lichten Wäldern, in Gebüschen und Grasland auf verwittertem Kalkstein in Höhenlagen von 1650 bis 2500 Meter vor.

## Taxonomie
Der Gebänderte Frauenschuh wurde 1894 von  Adrien René Franchet in Journal de Botanique [Edited by L. Morot] Band 8 Seite 232 als Cypripedium fasciolatum erstveröffentlicht.

## Nutzung
Der Gebänderte Frauenschuh wird selten als Zierpflanze für Gefäße und Alpinenhäuser genutzt.

## Belege
- Eckehart J. Jäger, Friedrich Ebel, Peter Hanelt, Gerd K. Müller (Hrsg.): Rothmaler Exkursionsflora von Deutschland. Band 5: Krautige Zier- und Nutzpflanzen. Spektrum Akademischer Verlag, Berlin Heidelberg 2008, ISBN 978-3-8274-0918-8.
- Orchidaceae (Draft). In: Wu Zhengyi, Peter H. Raven (Hrsg.): Flora of China. Band 25. Missouri Botanical Garden Press, St. Louis (Cypripedium fasciolatum [abgerufen am 18. Januar 2009] 1994+).